# Pedinothorax
Pedinothorax är ett släkte av insekter. Pedinothorax ingår i familjen vårtbitare.
Kladogram enligt Catalogue of Life:
| Pedinothorax | \| \| Pedinothorax exiguus \| \| \| \| \| \| Pedinothorax venezuelanus \| \| \| \| |
|              | \| \| Pedinothorax exiguus \| \| \| \| \| \| Pedinothorax venezuelanus \| \| \| \| |
|              | Pedinothorax exiguus                                                               |
|              |                                                                                    |
|              | Pedinothorax venezuelanus                                                          |
|              |                                                                                    |